# Oksana Korwin-Pawłowska
Oksana Korwin-Pawłowska ps. Miotła, Śruba, Warta (ur. 26 grudnia 1900?/8 stycznia 1901 w Witebsku, zm. 14 marca 1968) – pierwsza kierowniczka Wydziału Zrzutów Komendy Głównej ZWZ przekształconego później w Referat Ewakuacji Personalnej „Ewa-Pers” Wydziału Odbioru Zrzutów Oddziału V Łączności Komendy Głównej AK, opiekunka cichociemnych.

## Życiorys
Była córką Aleksandra Korwin-Pawłowskiego i Michaliny (Marii) z domu Jakubowskiej.
W czasie II wojny światowej już w jej pierwszych miesiącach zaangażowała się w działalność konspiracyjną. Macierzystą komórką organizacyjną Oksany Korwin-Pawłowskiej w ZWZ była „Zagroda” (Dział Łączności Zagranicznej ZWZ), jednak już w okresie doświadczalnym, od jesieni 1941 roku kierowała komórką zwaną „odbiorcza komórka transportu lotniczego” lub „Wydział Zrzutów Powietrznych”, pod kryptonimem „Syrena” (również „Import”, „M II Grad”). W 1942 roku przekazała tę funkcję Marii Szczurowskiej „Dance”, „ciotce Dance”. Nie jest jasne, czy funkcję tę przekazała w styczniu 1942 roku czy po zakończeniu sezonu operacyjnego 1941/1942 w kwietniu 1942 roku. Wtedy też Komórka Zrzutów została przeorganizowana w Wydział Odbioru Zrzutów V-S w Oddziale V Łączności Komendy Głównej AK.
Uczestniczyła w powstaniu warszawskim.

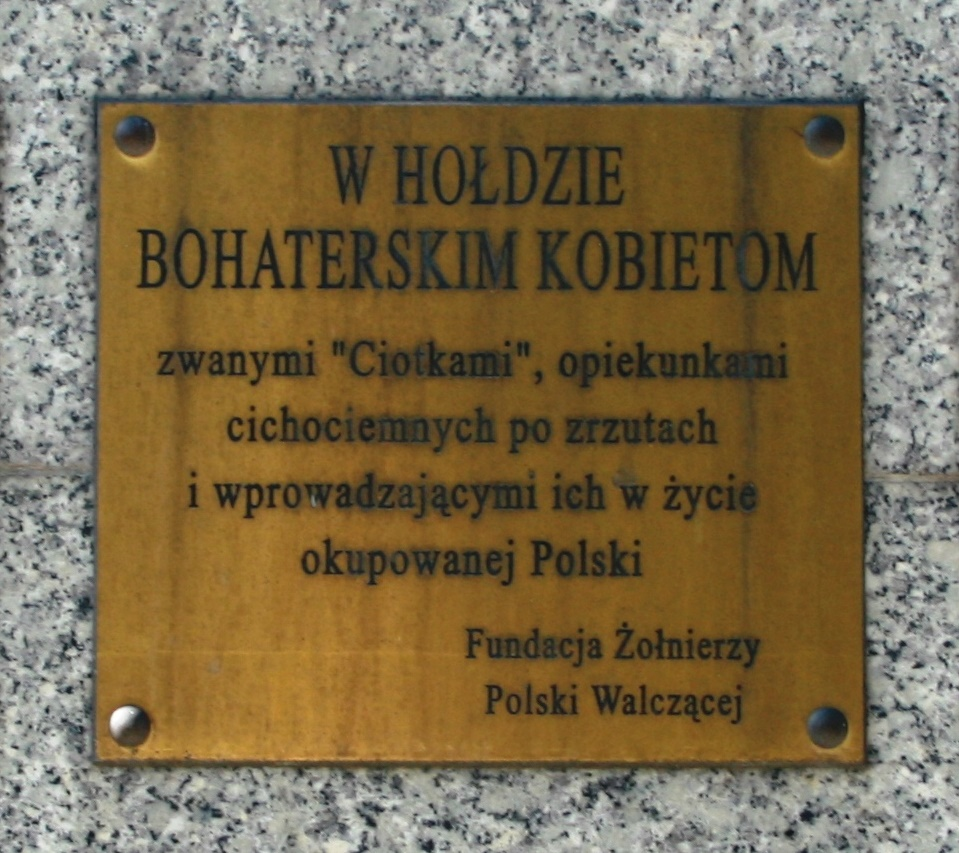
Tablica poświęcona „ciotkom” cichociemnych na warszawskim cmentarzu wojskowym